# Albaret-le-Comtal
Albaret-le-Comtal – miejscowość i gmina we Francji, w regionie Oksytania, w departamencie Lozère. W 2013 roku populacja gminy wynosiła 191 mieszkańców. Przez gminę przepływa rzeka Bès. 